# Laguna Schmoll
La laguna Schmoll  es un pequeño cuerpo de agua ubicado en el departamento Bariloche, en la provincia de Río Negro, Argentina.

## Características
Se ubica en el cerro Catedral, entre la parte norte y la sur, a una altitud de 1900 metros sobre el nivel del mar. Tiene 200 m de longitud y 2 hectáreas de superficie. Sus aguas son de color verde. Recibe los aportes del deshielo de la nieve acumulada durante el invierno en las laderas que la rodean, desagota a través de un arroyo que desemboca en la laguna Tonchek.

## Turismo
La laguna está dentro del parque nacional Nahuel Huapi. Puede accederse a ella por la senda que va desde el filo del cerro Catedral hacia el Refugio Emilio Frey. Este refugio, que ofrece alojamiento, se encuentra a 1,7 km de distancia y a 200 metros menos de altura que la laguna.
En invierno la laguna queda cubierta por una gruesa capa de nieve.